# 아키타카타시
아키타카타시(일본어: 安芸高田市)는 일본 주고쿠 지방 북부, 히로시마현 북부에 있는 시이다. 주고쿠 지방의 센고쿠 다이묘인 모리 모토나리의 출생지로 알려져 있으며 역사와 문화가 오래되고 자연이 풍부한 시이다.
2004년 3월 1일에 고다정, 야치요정, 미도리정, 요시다정, 다카미야정, 무카이하라정 등 다카타군 전체 6정이 합병(신설 합병)하여 히로시마현의 14번째 시인 아키타카타시가 신설되고, 다카타군 및 이하 정은 폐지되었다.

## 지리
주고쿠 지방 중부, 히로시마현 북부에 위치한다. 주고쿠 산지에 둘러싸인 지역이다. 미도리 및 다카미야 지역은 잦은 폭설 지역으로 지정되어 있다.

### 인접한 자치체

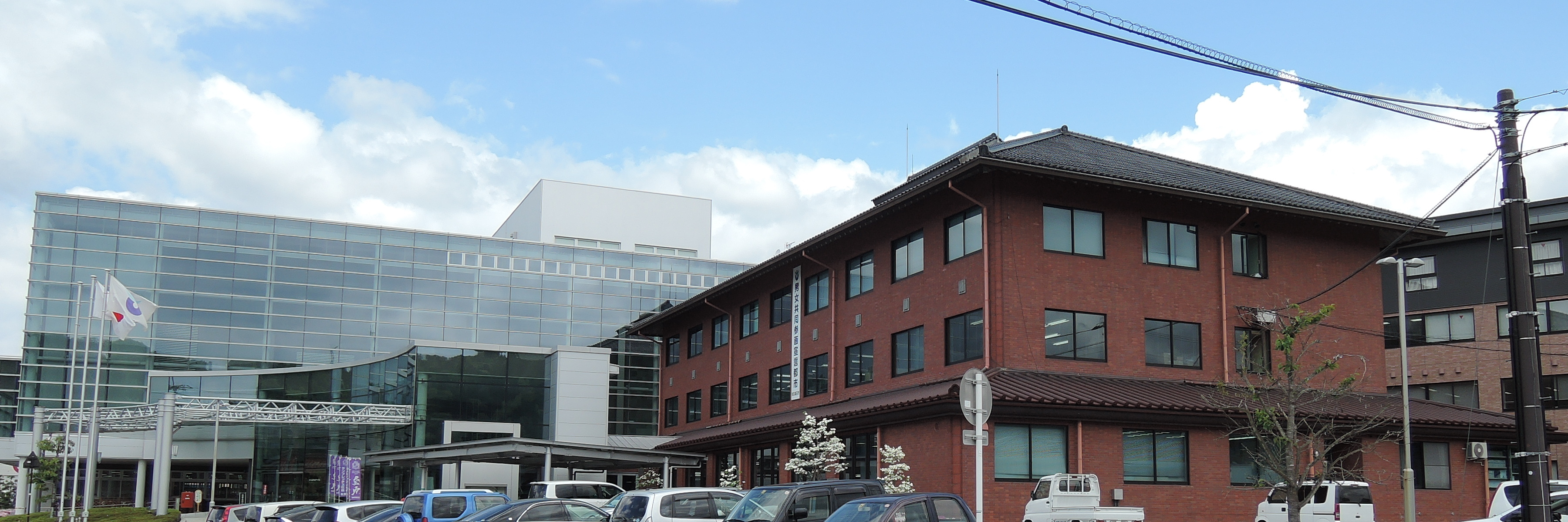
아키타카타시청

- 히로시마현
  - 히로시마시(아사키타구)
  - 히가시히로시마시
  - 미요시시
  - 야마가타군 기타히로시마정
- 시마네현
  - 오치군 오난정

## 역사
아키타카타 지역은 모리 모토나리의 시대에 아마고씨에 대항해 수많은 요새가 있었다. 모리 모토나리는 1497년에 요시다정에 남아 있던 스즈오성(鈴尾城)에서 태어났다. 1500년에 모토나리의 아버지 모리 히로모토(毛利弘元)는 모리씨의 본거지인 고리야마성(郡山城)에서 북쪽으로 4km 떨어진 다지히사루카케성(多治比猿掛城)으로 은퇴하였다. 두 성 모두 요시다초에 남아 있다. 모토나리는 27세에 자신의 가문 본거지인 고리야마성으로 돌아가기 전까지 이곳에 기반을 유지하였다.
1540년 9월 26일, 고다정의 이케노우치(池の内)는 아마고씨와의 전투가 벌어졌다. 아마고씨는 패배하였고 지도자였던 유바라 야지로(湯原弥二郎)는 이곳에서 할복하였다. 고다에는 또한 시시도씨(宍戸氏)의 성인 고류성(五龍城)의 터가 남아 있다. 가문은 모토나리의 큰딸과 시시도 다케이에(宍戸隆家)의 결혼으로 연결되었다.
2004년 3월 1일에는 고다정, 야치요정, 미도리정, 요시다정, 다카미야정, 무카이하라정 등 다카타군 전체 6정이 합병(신설 합병)하여 아키타카타시가 신설되고 6정은 폐지되었다. 동시에 다카타군도 소멸하였다.

## 교통

### 철도
- 서일본 여객철도
  - 게이비선
  - 산코선

### 도로
- 주고쿠 자동차도
- 국도 제54호선
- 국도 제183호선
- 국도 제433호선 (일본)(일본어판)
- 국도 제434호선 (일본)(일본어판)

## 인구
| 연도                                   | 인구   | ±%     |
| -------------------------------------- | ------ | ------ |
| 1950                                   | 57,214 | —      |
| 1960                                   | 49,715 | −13.1% |
| 1970                                   | 38,541 | −22.5% |
| 1980                                   | 36,984 | −4.0%  |
| 1990                                   | 36,115 | −2.3%  |
| 2000                                   | 34,439 | −4.6%  |
| 2010                                   | 31,497 | −8.5%  |
| Higashihiroshima population statistics |        |        |